# Giugliano in Campania
Giugliano in Campania er en kommune i Italien som indgår i storbyområdet omkring Napoli. 
Giugliano in Campania er den største kommune i Italien som ikke er hovedstad i en provins.
Kommunen har 123.839 indbyggere pr. 31. december 2016.